# Svyatoslav Shabanov
Svyatoslav Yuryevich Shabanov (tiếng Nga: Святослав Юрьевич Шабанов; sinh ngày 23 tháng 3 năm 1993) là một hậu vệ bóng đá người Nga. Anh thi đấu cho F.K. Tambov.

## Sự nghiệp câu lạc bộ
Anh có màn ra mắt tại Russian Second Division cho F.K. Spartak Tambov vào ngày 26 tháng 4 năm 2011 trong trận đấu với F.K. Lokomotiv Liski.